# Герб Сент-Кіттс і Невісу
Державний герб Сент-Кіттс і Невісу — офіційний геральдичний символ держави Сент-Кіттс і Невіс. Був прийнятий у 1967 році.
Девіз: «Країна вище тебе». Символи, які представлені, позначають корінних мешканців, англійців та французів.

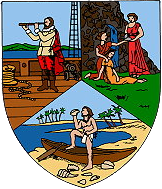
Герб Сент-Крістофер — Невіс — Ангілья 1958-1967 рр.
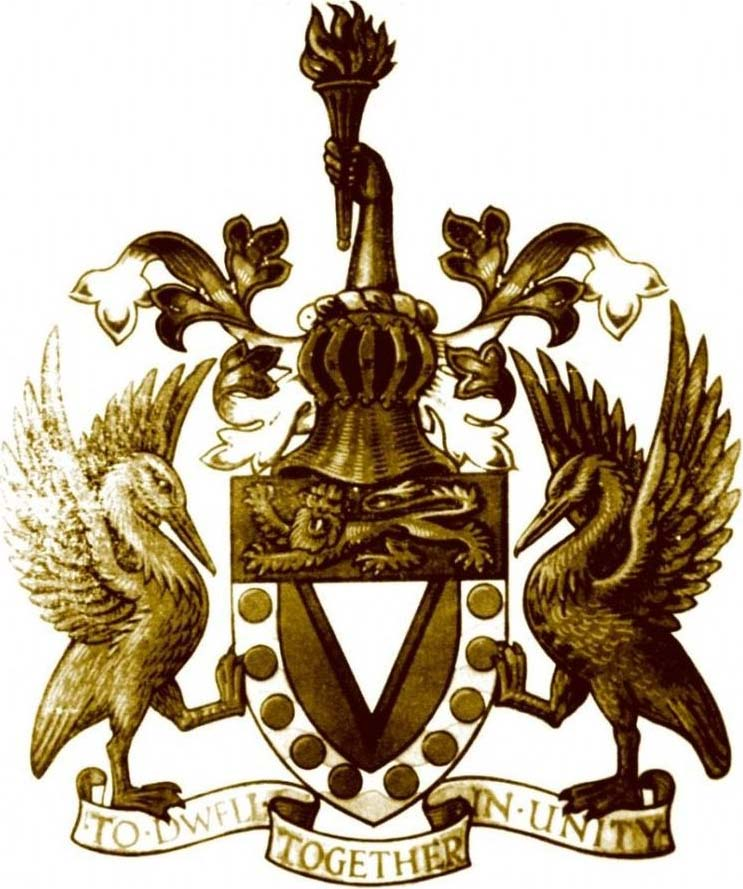
Герб Вест-Індської федерації 1958-1962 рр.
Герб Сент-Кіттс і Невісу до 1983 р.